# 艾拿度·路華斯·杜斯·山度士
阿格纳尔多·诺瓦伊斯·多斯桑托斯（葡萄牙語：Agnaldo Novaes dos Santos，1978年03月7日—），出生于薩爾瓦多，巴西职业足球运动员，司職中場。